# یوریس لایزانس
یوریس لایزانس (انگلیسی: Juris Laizāns؛ زادهٔ ۶ ژانویهٔ ۱۹۷۹) بازیکن فوتبال اهل لتونی است.
از باشگاه‌هایی که در آن بازی کرده‌است می‌توان به باشگاه فوتبال ونتسپیلس، باشگاه فوتبال کوبان کراسنودار، باشگاه فوتبال زسکا مسکو، باشگاه فوتبال اسکونتو، باشگاه فوتبال روستوف، باشگاه فوتبال تورپدو مسکو، و باشگاه فوتبال شینیک یاروسلاول اشاره کرد.
وی همچنین در تیم ملی فوتبال لتونی بازی کرده‌است.